# Forskydningsmodul
Forskydningsmodul er indenfor materialevidenskaben en af de parametre, der beskriver et matriales stivhed.
Mere præcist beskriver forskydningsmodulet hvordan en kraft virkende parallelt på en flade med arealet A (altså en forskydningsspænding {\displaystyle \tau }) resulterer i en forskydning af fladen {\displaystyle \Delta x}. Forskydningsmodulet {\displaystyle \mu } (undertiden {\displaystyle G}) defineres således:
{\displaystyle \tau =\mu \cdot \lambda }
hvor {\displaystyle \tau =F/A} er forskydningsspændingen og {\displaystyle \lambda =\Delta x/l} er den tværgående deformation. SI-enheden for forskydningsmodulet er Pa.
Forskydningsmodul modsvares af Youngs modul (elastitetsmodul) for kræfter virkende vinkelret på fladen.
| Fysik | Spire Denne artikel om fysik er en spire som bør udbygges. Du er velkommen til at hjælpe Wikipedia ved at udvide den. |